# Cypriotisch kenteken
Het Cypriotisch kenteken bestaat uit 2 verschillende kentekenplaten, een witte kentekenplaat aan de voorzijde en een gele kentekenplaat aan de achterzijde. Dit is hetzelfde als in Groot-Brittannië. Hieraan is duidelijk te zien dat Cyprus vroeger een Britse kolonie was.
De huurauto's hebben een rood kenteken. Op de nieuwe kentekenplaten aan de Griekse zijde staat CY met de Europese vlag. Het verschil met auto's in het door de Turken bezette Noord-Cyprus is, dat de gewone kentekenplaten een rode rand hebben, en de kentekenplaten van de huurauto's rood zijn met een witte rand.
De politie aan de Turkse zijde hebben een zwarte kentekenplaat met witte letters en cijfers met een rode rand eromheen. De politie van de Souvereign Base Areas, Akrotiri en Dhekelia, heeft een kenteken met SBA erop.
Daarnaast heeft de VN zijn eigen blauwe kentekenplaten, net zoals elke gespecialiseerde organisatie van de Verenigde Naties die op Cyprus aanwezig is.

## Cypriotische kentekenplaten

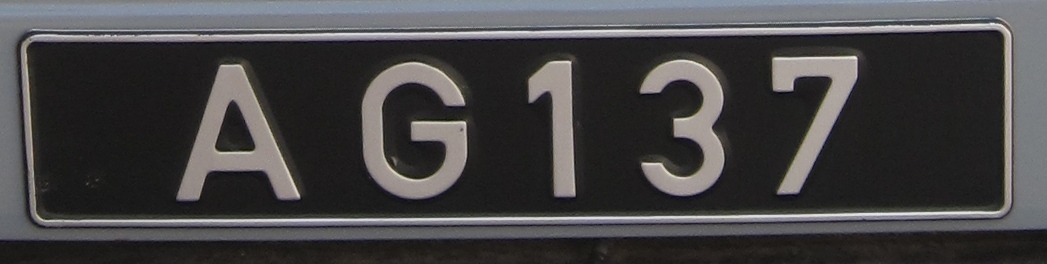
Oud kenteken
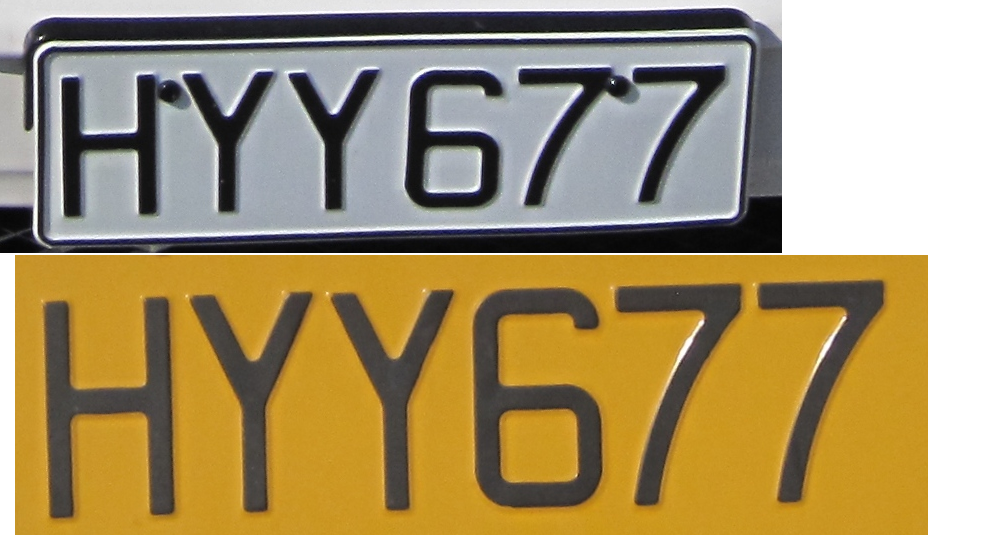
kenteken
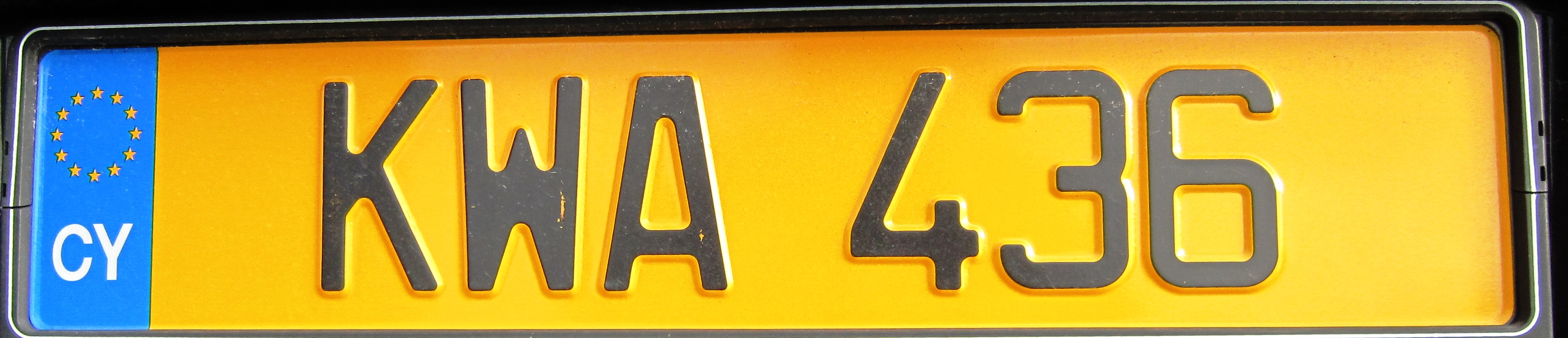
Nieuw kentekenplaat achter
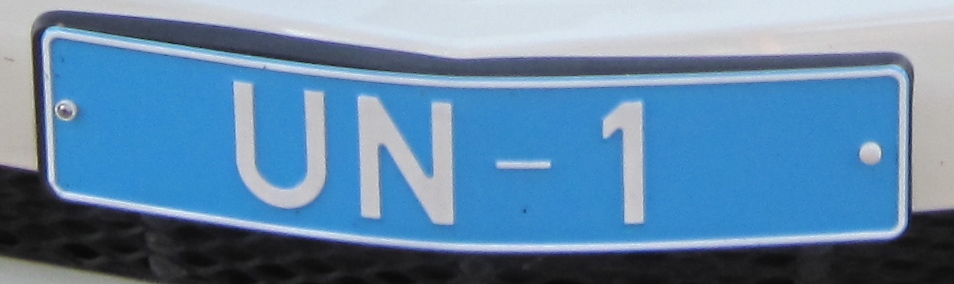
VN kenteken
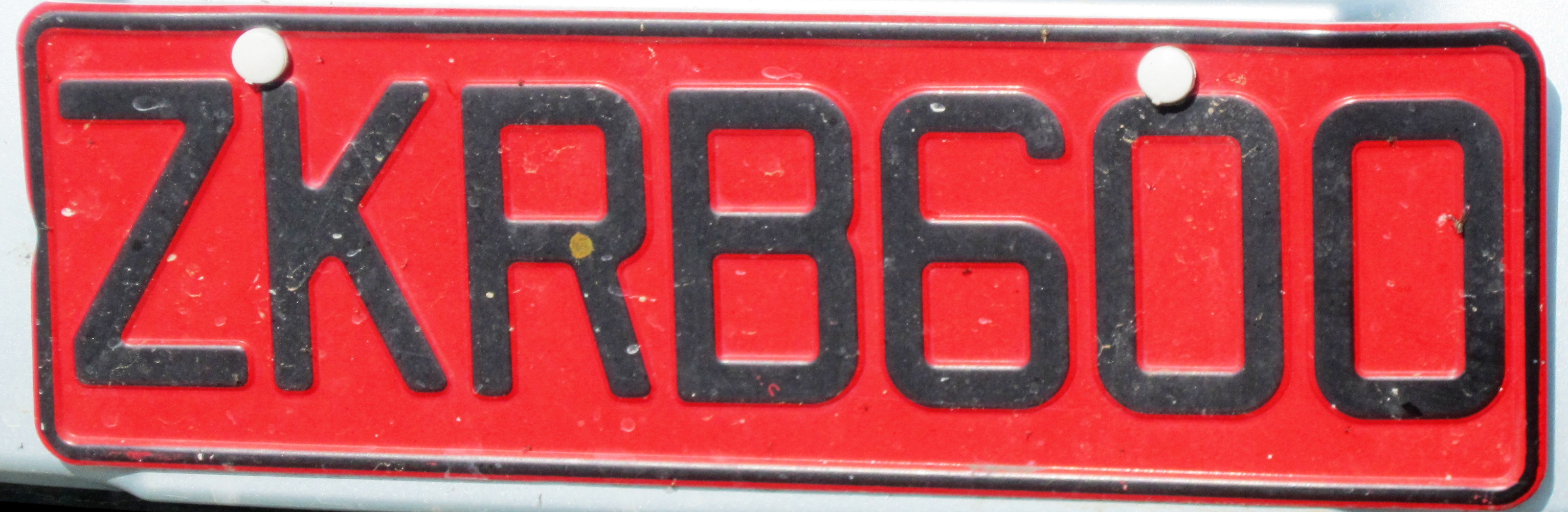
Kenteken huurauto
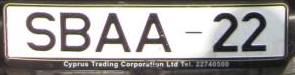
SBA politie kenteken
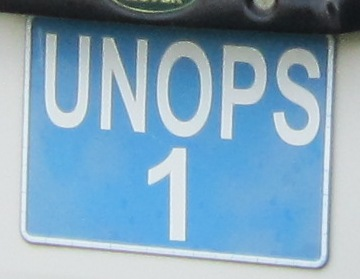
UNOPS kenteken
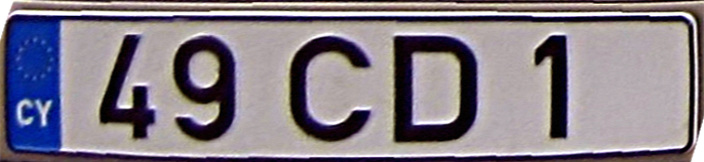
Nederlandse ambassadeur kenteken

## Kentekenplaten van Noord-Cyprus

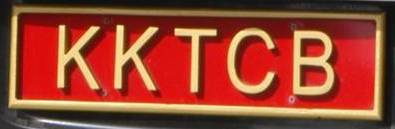
Kentekenplaat van de president van het Turkse deel van Cyprus
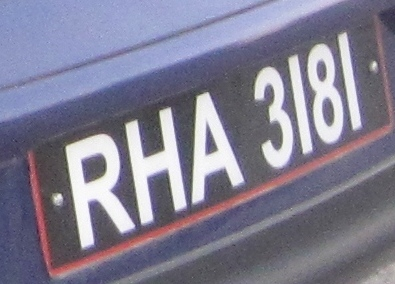
Kenteken politieauto Turkse zijde
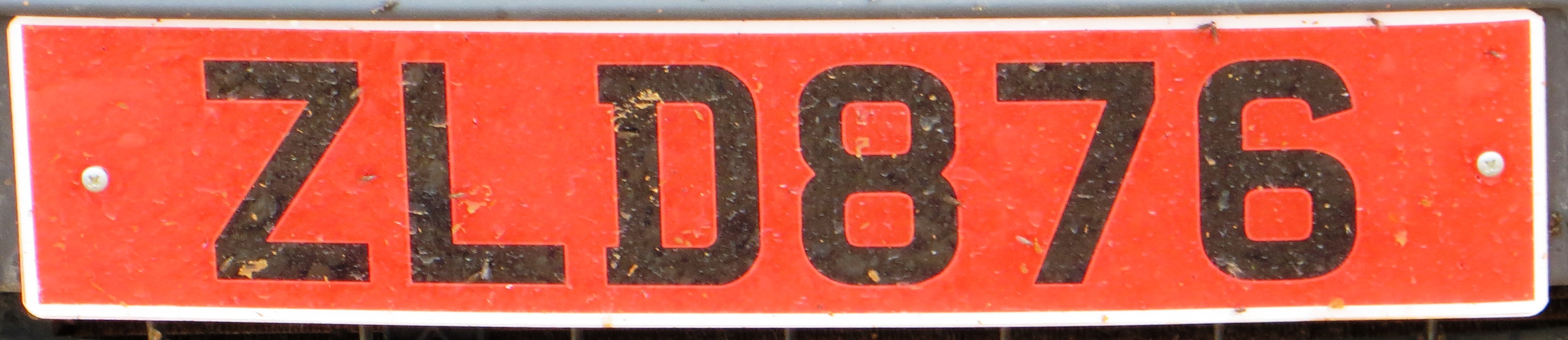
Kenteken huurauto Turkse zijde
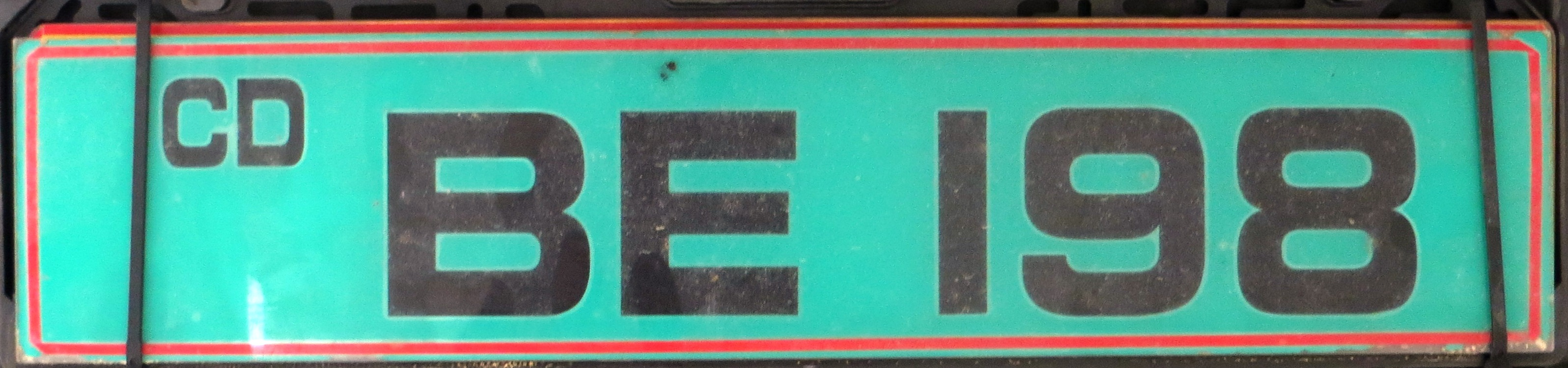
CD kenteken Turkse zijde
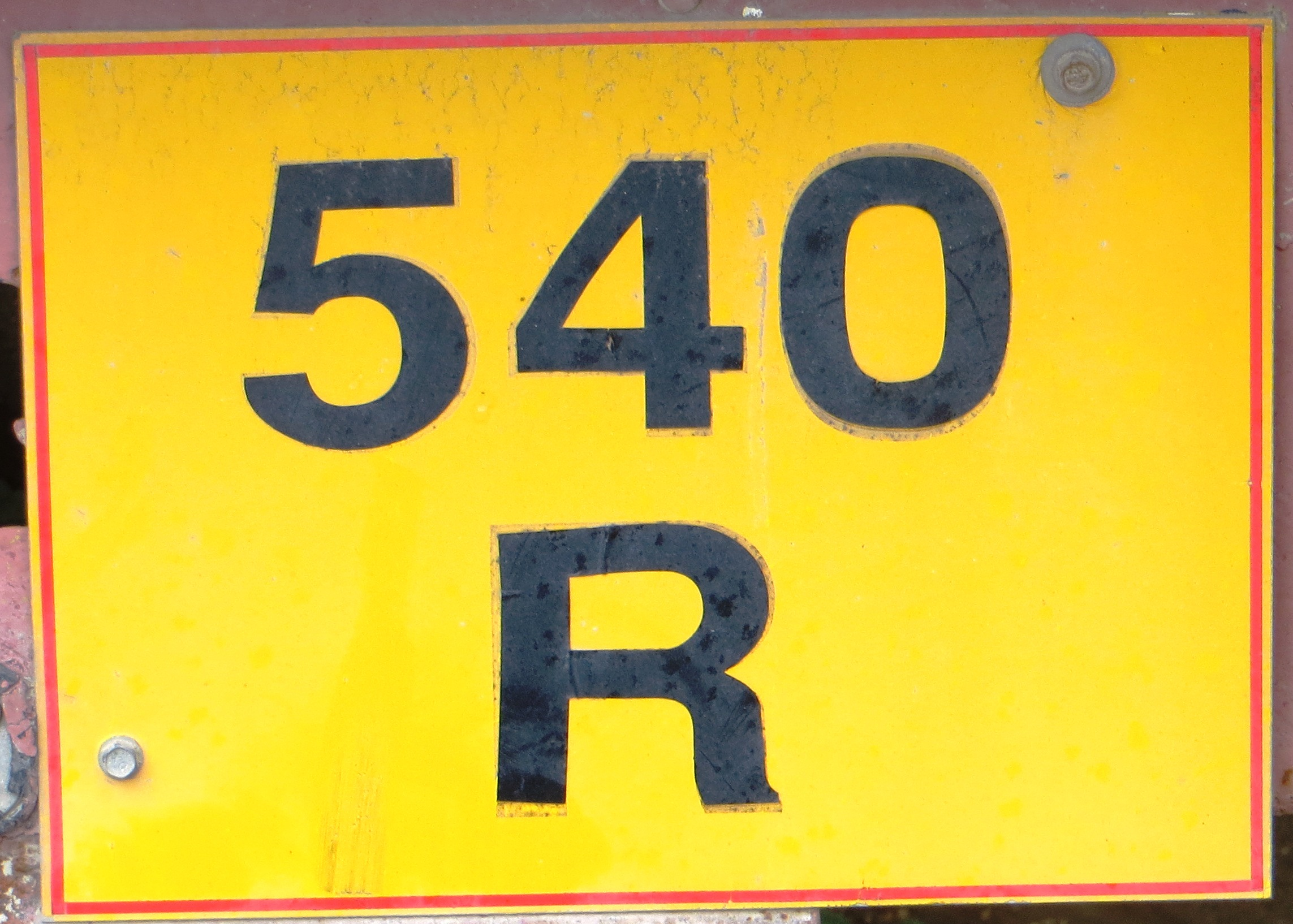
kenteken Turkse zijde (achterzijde)
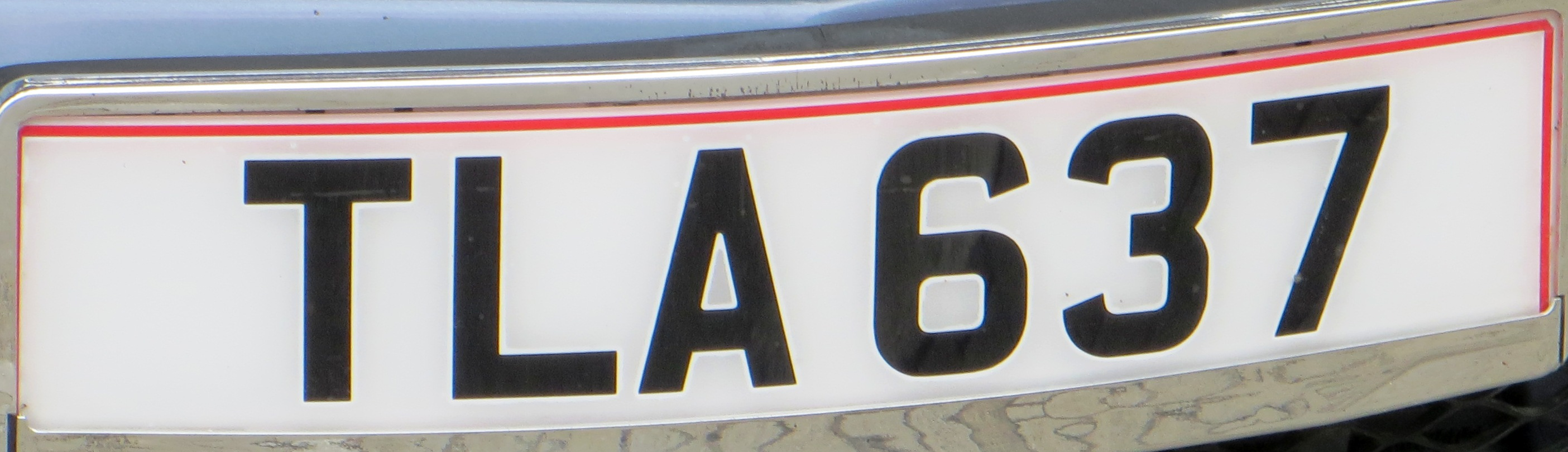
Taxi kenteken Turkse zijde (voorrzijde)
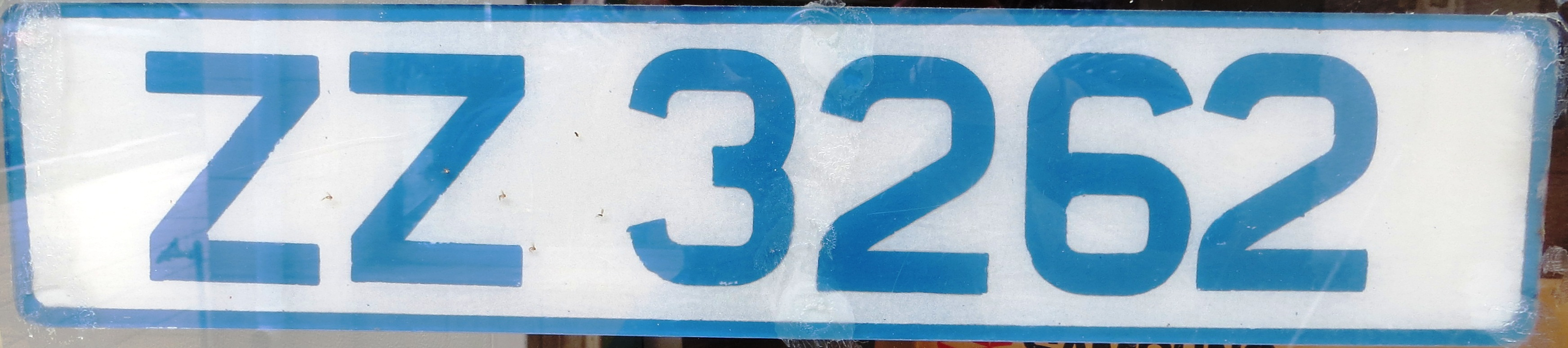
blauw/wit kentekenplaat Turkse zijde (tot 2018)
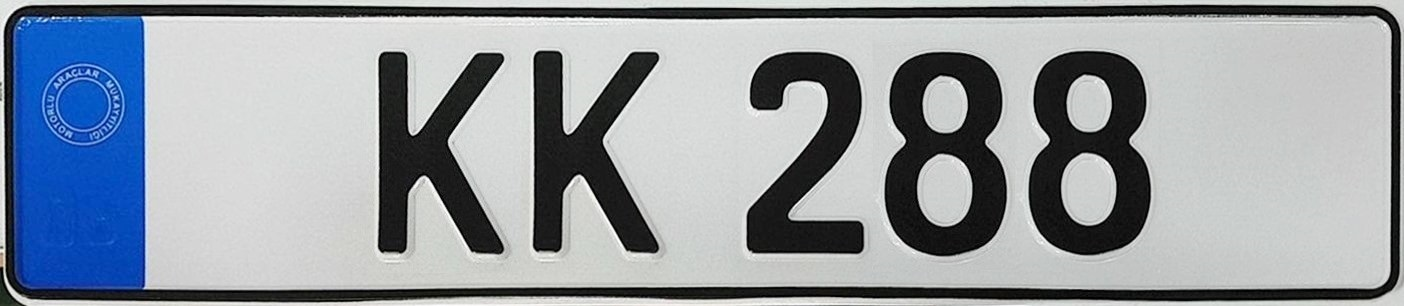
Kentekenplaat Noord-Cyprus sinds 2018